# Illadopsis albipectus
Az Illadopsis albipectus a madarak osztályának verébalakúak (Passeriformes) rendjébe és a Pellorneidae családjába tartozó faj.

## Rendszerezése
A fajt Anton Reichenow német ornitológus írta le 1887-ben, a Turdinus nembe Turdinus albipectus néven.

## Alfajai
- Illadopsis albipectus albipectus (Reichenow, 1888)
- Illadopsis albipectus barakae (Jackson, 1906)
- Illadopsis albipectus trensei (Meise, 1978)[2]

## Előfordulása
Közép- és Kelet-Afrikában, Angola, Dél-Szudán, a Közép-afrikai Köztársaság, a Kongói Demokratikus Köztársaság, Kenya, Tanzánia és Uganda területén honos. A természetes élőhelye a szubtrópusi vagy trópusi síkvidéki esőerdők és mocsári erdők. Állandó, nem vonuló faj.

## Megjelenése
Testhossza 14 centiméter, testtömege 25-38 gramm.

## Életmódja
Gerinctelenekkel táplálkozik.